# Kolonia robotnicza Ficinus
 Kolonia robotnicza Ficinus – historyczne osiedle robotnicze w Rudzie Śląskiej przy ul. Kubiny, wybudowane w latach 1860–1867 dla pracowników kopalni „Błogosławieństwo Boże” (niem. Gottessegen).
Kolonia jest od 1978 roku wpisana do rejestru zabytków pod numerem A/1231/78. Ochrona obejmuje budynki mieszkalne, gospodarcze oraz ich najbliższe otoczenie. Od 19 października 2006 „Kolonia robotnicza Ficinus”, wraz z Giszowcem i Nikiszowcem znajduje się na trasie Szlaku Zabytków Techniki Województwa Śląskiego.

## Opis
Założenie składa się z szesnastu identycznych domów, ustawionych kalenicowo wzdłuż ulicy Kubiny (w północnej pierzei). Domy są murowane z piaskowca, nietynkowane, z ceglanymi obramieniami okiennymi. Postawione zostały na rzucie prostokąta. Budynki są dwukondygnacyjne, nakryte niskimi dachami dwuspadowymi.  
W każdym domu znajdowały się cztery mieszkania. Do każdego z nich prowadziło osobne wejście przez przybudówki umieszczone symetrycznie po stronie wschodniej i zachodniej budynku. Do mieszkań na parterze wejścia umieszczone były w ścianie południowej przybudówki, do mieszkań na piętrze po stronie północnej. 
Mieszkania były niewielkie, o powierzchni ok. 40 m². Składały się z przedsionka, kuchni i jednego pokoju. 
Za domami mieszkalnymi znajdowały się budynki gospodarcze używane do hodowli drobnego inwentarza. 

## Rewitalizacja osiedla
Na początku lat 90. XX wieku osiedle było w bardzo złym stanie technicznym. Z 16 budynków tylko jeden był użytkowany, pozostałe ulegały stopniowej degradacji. W roku 1990 opracowano koncepcję programowo-przestrzenną osiedla, która zakładała stworzenie w nim pasażu usługowego. Realizacja projektu rozpoczęła się w 1995 roku. Po przeprowadzonej rewitalizacji, osiedle pełni funkcję usługową, głównie handlową. Od 2020 roku w budynku zlokalizowanych pod numerem 24 swoją siedzibę ma filia Miejskiej Biblioteki Publicznej.  